# Вулиця Тараса Шевченка (Слов'янськ)
Вулиця Тараса Шевченка (колишня вулиця Кисельова, Ізюмська, Харківська) — центральна вулиця у Слов'янську, в межах Старого Міста. Нумерація будинків ведеться від Соборної площі: східна сторона вулиці парна, західна - непарна. Перетинається з вулицями Університетською, Банківською, Ярослава Мудрого, Трунова, Ботанічною, Білоруською, Науки, Літературною, Одеською, Миру та провулками Антона Макаренка, Андріївським, Ординаторським.

## Історія
До 1810-х років на вулиці не було будинків, і вона слугувала як шосе від Соборної площі, до села Хрестище.
Коли у 20-х роках XIX століття тут оселився купець Кисельов, вулиця отримала назву на честь першопоселенця – вулиця Кисельова. Згодом, коли тут з'явилося більше поселенців, вулиця почала носити ім'я Ізюмська, на честь міста Ізюм.
Наприкінці XIX століття перейменована на Харківську (або Харківський бульвар). Вулиця, як і усі центральні вулиці міста, була брукована у 1913 році, але тільки на ній з обох боків росли квіти, невисокі дерева, та знаходився широкий тротуар з тротуарного каменю (бруківки).
Від указу Слов'янського ревкому № 15 березня 1920 року вулиця почала називатися на честь видатного українського письменника Тараса Шевченка.
У 1950-х роках на вулиці споруджено пам'ятник Кобзареві у повний зріст. Новий на місці старого встановлено у 1992 році.

## Забудова

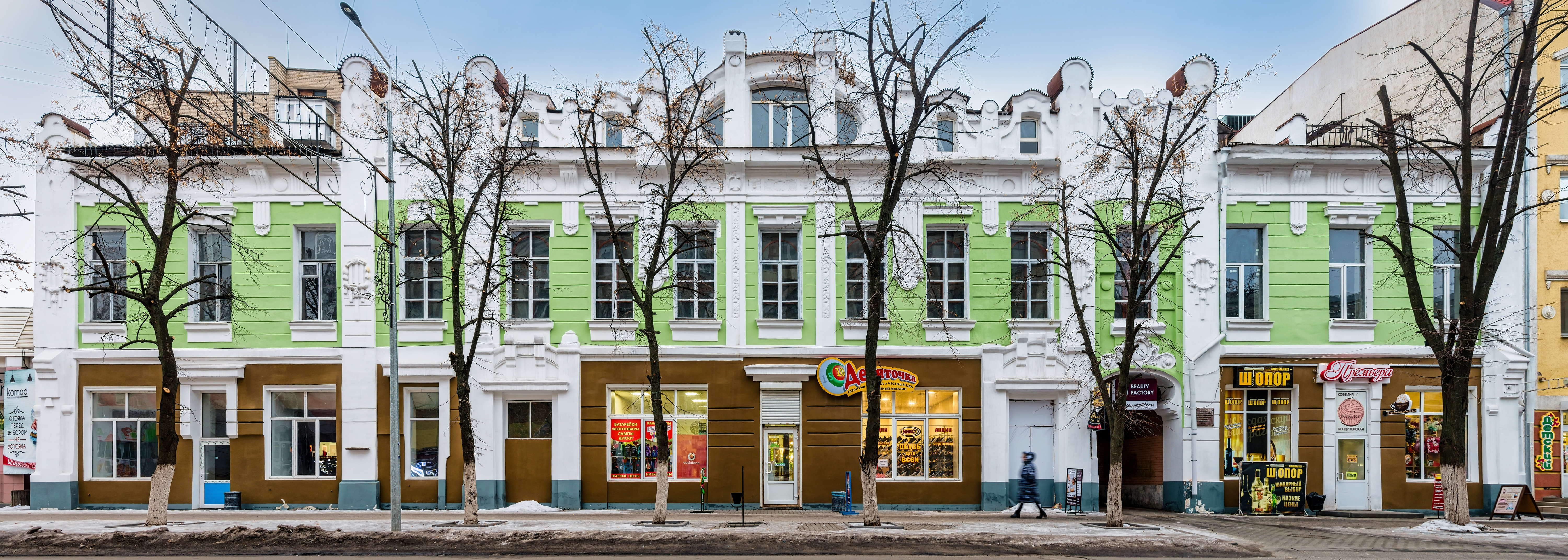
Фасад дому Александрова

Забудова розпочалася від Соборної площі. Першими поселенцями стали заможні купці та міщани. Прямо на перехресті був побудований «Гранд Готель». Наступною спорудою став дім Олександрова. Колишній будинок промисловця і купця Сергія Александрова, побудований в 1905–1911 роках в якості мануфактурного магазину на першому поверсі і житла на другому у стилі український модернізм. 

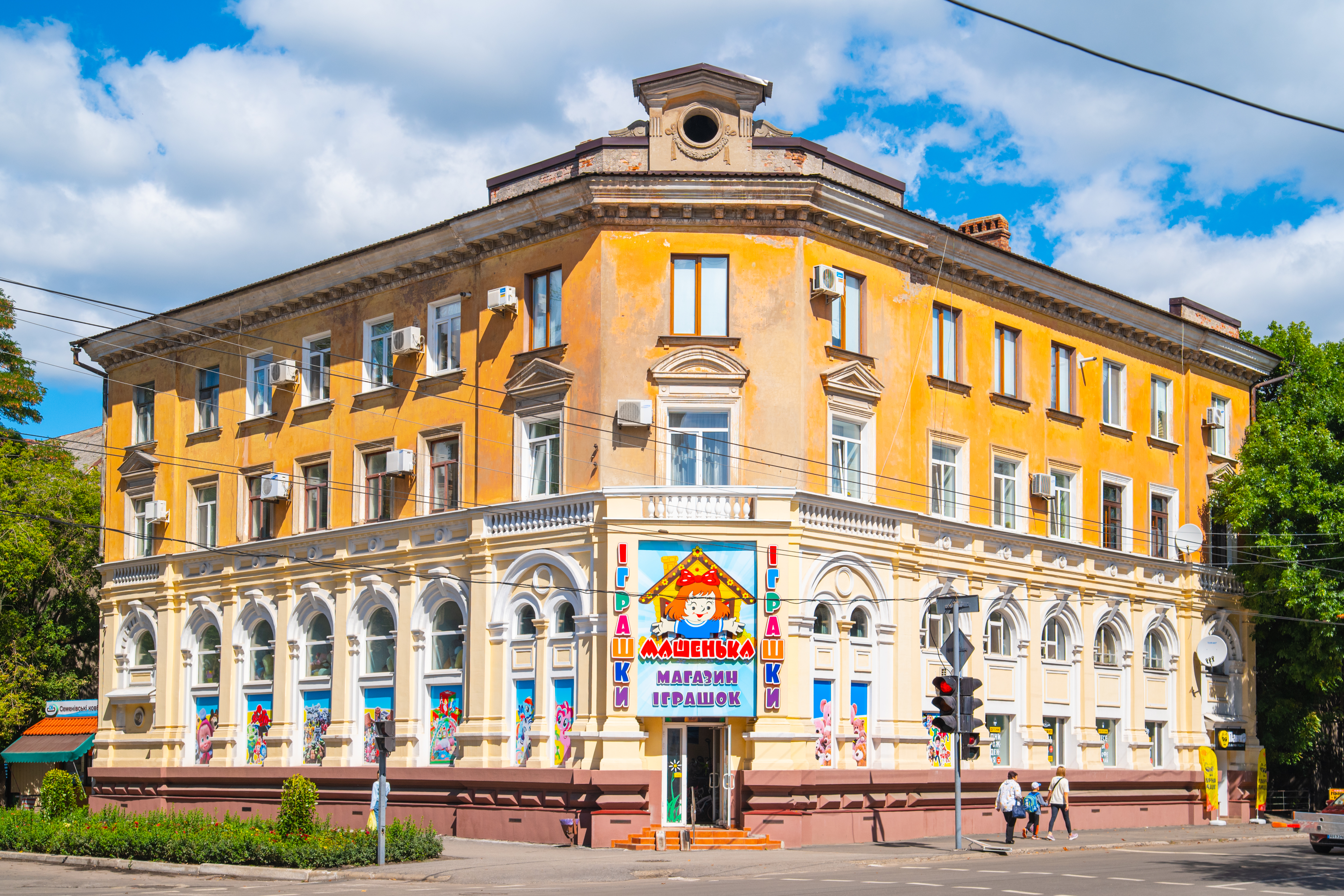
Будівля міського банку

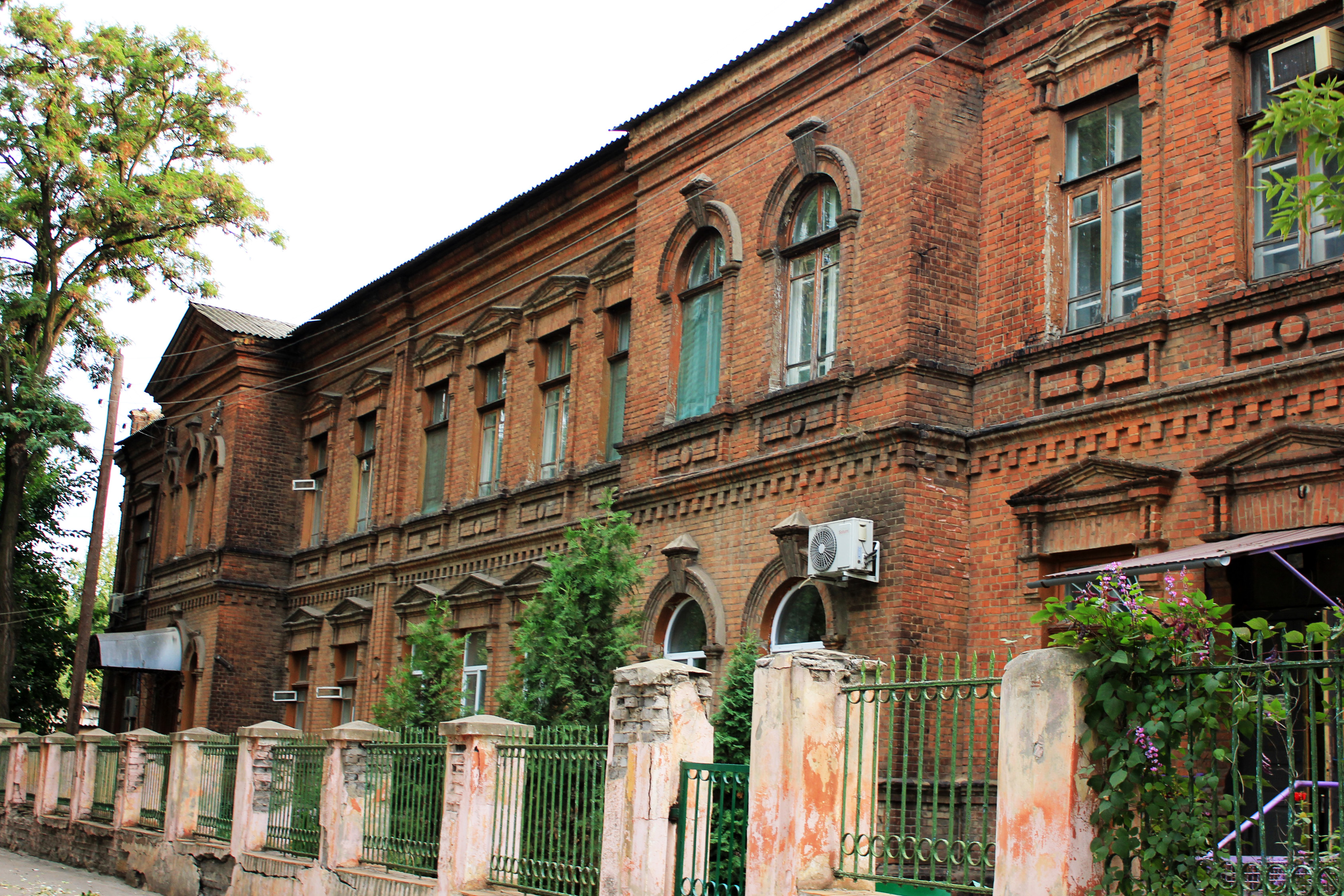
Міська лікарня Шнуркова

На перехресті вулиці з Банківською 19 серпня 1868 року був побудований та відкритий Міський громадський банк. Два подальші поверхи зведено у 1950-х роках. Зараз це 3-поверховий житловий будинок на 36 квартир.
Далі у 1890-1900-х роках було побудовано ряд купецьких особняків.
У 1901 році, за сприйняття місцевого мецената Овксентія Шнуркова, була побудована перша міська лікарня. Двоповерхова цегляна будівля зараз є хірургічним відділенням Слов‘янської клінічної лікарні.
Поруч знаходиться будівля колишньої церковно-парафіяльної школи Всіхсвятської церкви, побудована купцем Василем Карякіним в 1812 році. Розпорядженням голови Донецької обласної державної адміністрації від 11.05.1999 року № 256, будівля визнана об'єктом культурної спадщини (архітектури).
Також на вулицю Тараса Шевченка виходить Староміське кладовище.
У 1930-х роках на вулиці спорудили першу багатоповерхівку у стилі соцреалізм.
У 1940 році на вулиці було знесено кілька приватних будинків, а на їх місці побудовано три тьохповерхівки, вкриті цементною шубою.
У 1959 році на вулиці спорудили готель «Україна».
У 1960 році на перехресті вулиці з Університетською споруджено дві «хрущовки».